# إيزيدور وايس
إيزيدور وايس (بالفرنسية: Isidore Weiss)‏ هو لاعب الضامة ‏ فرنسي، ولد في 29 أبريل 1867 في مارسيليا في فرنسا، وتوفي في 12 يونيو 1936 في باريس في فرنسا.